# Frontera entre Guinea y Liberia
La frontera entre Guinea y Liberia es la línea fronteriza de trazado este-oeste que separa el norte de Liberia del suroeste de Guinea en África Occidental, que entre Yalata y Niatande coincide con el curso del río Saint-John. Separa los condados liberianos de Bong, Lofa y Nimba de la región guineana de Nzérékoré. Tiene 563 km de longitud. De oeste a este comienza el trifinio entre ambos países con Sierra Leona y termina en el trifinio entre ambos países con Costa de Marfil, a los pies del monte Richard-Molard.
Dada la vulnerabilidad de la frontera a los grupos armados rebeldes, los conflictos y escaramuzas acaecidos a lo largo del siglo XX hay numerosos refugiados de ambos lados, la frontera es considerada peligrosa, y menos a los ciudadanos estadounidenses se les ha recomendado tomar toda clase de precauciones cuando viajan a cualquiera de los dos países.